# Eberhard Schmieder
Eberhard Schmieder (* 3. Juni 1908 in Pirna; † 1993) war ein deutscher Historiker und Hochschullehrer.

## Leben und Wirken
Der Sohn eines Professors studierte nach dem Abitur 1928 in Dresden bis 1933 Geschichte, Germanistik, evangelische Theologie und Philosophie an der Universität Leipzig. Im Dezember 1931 promovierte Schmieder dort zum Dr. phil. Im Februar 1933 trat er in die SS ein, zum 1. Mai 1933 wurde er Mitglied der NSDAP. Im Juni 1933 bestand er das Staatsexamen für das Höhere Lehramt. 
Von 1934 bis 1940 war Schmieder an der Universität Leipzig Assistent am Seminar für historische Hilfswissenschaften und Studienassessor an der Waldschule in Leipzig. 1934 wurde er von der Hitlerjugend übernommen, wechselte 1936 aber wieder zur SS. 1938 habilitierte er sich an der Universität Leipzig. Im April 1939 wurde Schmieder im Rang eines SS-Oberscharführers ehrenamtlicher Mitarbeiter des SD-Hauptamts. Eine von ihm angestrebte hauptberufliche Übernahme in das Reichssicherheitshauptamt scheiterte jedoch.
Im September 1941 übernahm Schmieder als Nachfolger von Rudolf Craemer die Leitung des Referats für Sozialgeschichte am Arbeitswissenschaftlichen Institut der Deutschen Arbeitsfront. Im Februar 1942 wurde er jedoch bereits zur Wehrmacht eingezogen, nachdem der Versuch einer Anstellung als Kriegsberichterstatter bei der Kriegsmarine gescheitert war.
Im Jahr 1957 wurde Schmieder außerplanmäßiger Professor an der Technischen Universität Berlin. Später wurde er zum Lehrbeauftragten an die Wirtschafts- und Sozialwissenschaftliche Fakultät der Freien Universität Berlin berufen. Sein Fachgebiet war die Wirtschaftsgeschichte. Er gehörte u. a. der Historischen Gesellschaft und der List-Gesellschaft an.

## Schriften (Auswahl)
- Das Fährwesen in Sachsen. 1932.
- Geschichte des Arbeitsrechts im Mittelalter. 1939.
- (Mitautor): Schrift und Buch. Eine Fibel. L. Staackmann Verlag, Leipzig 1939.
- (Mitautor): Die deutsche Straße. Eine Fibel. 7. Aufl., Leipzig 1940.
- Wirtschaftsgeschichte Berlins im 19./20. Jahrhundert. In: Heimatchronik Berlin, Bd. 25 der Reihe "Heimatchroniken der Städte und Kreise des Bundesgebietes", Köln 1962, S. 663–762.